# Дадеши
Дадеши (груз. დადეში, арм. Դադեշ) — село в Грузии, на территории Ахалкалакского муниципалитета края (мхаре) Самцхе-Джавахети.

## География
Село находится в южной части Грузии, в пределах Ахалкалакского плоскогорья, на левом берегу реки Дадешис-Хеви, на расстоянии приблизительно 12 километров (по прямой) к юго-западу от города Ахалкалаки, административного центра муниципалитета. Абсолютная высота — 1907 метров над уровнем моря.

## Население
По результатам официальной переписи населения 2014 года, в Дадеши проживало 760 человек (370 мужчин и 390 женщин). В национальной структуре населения армяне составляли 98,3 %, грузины — 1,6 %.
| Год  | Население, человек |
| ---- | ------------------ |
| 2002 | 902                |
| 2014 | ↘ 760              |